# 巴森托岩
巴森托岩（英語：Bucentaur Rock），是南極洲的岩石，位於南喬治亞群島，處於布森角東北面，是斯特羅姆內斯灣的入口處東南部，由英國海外領土管轄。